# Harry Shlaudeman
Harry Shlaudeman (Los Angeles, 17 mei 1926 – 5 december 2018) was een Amerikaans diplomaat.

## Levensloop
Shlaudeman diende van 1944 tot 1946 voor het Amerikaanse marinierskorps. Na afloop van de Tweede Wereldoorlog ging hij naar de Stanford-universiteit waar hij zijn bachelorgraad behaalde in 1952. 
Shlaudeman ging in 1954 aan het werk voor het Amerikaanse ministerie van buitenlandse zaken en werkte als Foreign Service Officer van 1955-56 in Barranquilla en tot 1958 in Bogota, beide in Colombia. Daarna werkte hij van 1959-62 in Sofia in Bulgarije en van 1962-64 in Santo Domingo in de Dominicaanse Republiek.
In 1964 werd hij kantoormedewerker voor de Dominicaanse Republiek vanuit Washington D.C. en een jaar later adjunct-directeur voor het bureau voor Caraïbische zaken van het ministerie. Daarnaast was hij adviseur van Ellsworth Bunker, de Amerikaanse ambassadeur voor de Organisatie van Amerikaanse Staten.
Vanaf 1967 was hij speciaal assistent van de minister van buitenlandse zaken, Dean Rusk, tot hij in 1969 werd benoemd tot de op de ambassadeur na hoogste medewerker op de ambassade van Santiago in Chili. In 1973 keert hij terug naar de VS en wordt hij benoemd tot adjunct van het Bureau of Western Hemisphere Affairs (WHA).
President Gerald Ford benoemde Shlaudeman voor het eerst tot ambassadeur. Dit werd hij voor de VS in Venezuela vanaf mei 1975. In juli 1976 keerde hij terug als adjunct van het WHA tot maart 1977. Onder president Jimmy Carter werd hij opnieuw ambassadeur: van juni 1977 tot oktober 1980 in Peru en van november 1980 tot augustus 1983 in Argentinië.
Shlaudeman was vanaf 1983 lid van de National Bipartisan Commission on Central America totdat president Ronald Reagan hem benoemde tot speciaal gezant voor Centraal-Amerika. Hierna diende hij als ambassadeur in Brazilië van augustus 1986 tot mei 1989 en voor Nicaragua van juni 1990 tot maart 1992.
In 1992 kende president George H.W. Bush hem de Presidential Medal of Freedom toe, een van de twee hoogste burgerlijke onderscheidingen in de Verenigde Staten.